# Ігри Співдружності 2018
Ігри Співдружності 2018 (англ. XXI Commonwealth Games, неофіційно — англ. "'2018 Commonwealth Games"') — змагання, які проходили у Голд-Кості, Австралія, з 4 квітня по 15 квітня 2018 року.

## Вибір місця проведення
| Результат заявки | Результат заявки | Результат заявки | Результат заявки |
| Місто            | Країна           | Голосів          |                  |
| ---------------- | ---------------- | ---------------- | ---------------- |
| Голд-Кост        | Австралія        | 43               |                  |
| Хамбантота       | Шрі-Ланка        | 27               |                  |

## Країни-учасниці
У змаганнях взяли участь близько 5000 спортсменів з приблизно 70 країн.

## Види спорту
Програма схожа на таку на Іграх Співдружності 2014, було виключено дзюдо, на його місце повернуто баскетбол.
- Водні види спорту
  -  Плавання
  -  Стрибки у воду
- Легка атлетика
- Бадмінтон
- Баскетбол
- Бокс
- Велосипедний спорт
  -  Шосейний
  -  Трековий
  -  Гірський
- Гімнастика
  -  Спортивна
  -  Художня
- Хокей на траві
- Гра в боулз
- Нетбол
- Регбі-7
- Стрілянина (малокаліберна гвинтівка, крупнокаліберна гвинтівка, стендова стрільба)
- Сквош
- Настільний теніс
- Тріатлон
- Пауерліфтинг
- Боротьба

## Медальний залік
| Місце            | Країна             | Золото | Срібло | Бронза | Загалом |
| ---------------- | ------------------ | ------ | ------ | ------ | ------- |
| 1                | Австралія*         | 12     | 8      | 12     | 32      |
| 2                | Англія             | 9      | 5      | 3      | 17      |
| 3                | Канада             | 2      | 4      | 5      | 11      |
| 4                | Шотландія          | 2      | 4      | 3      | 9       |
| 5                | Індія              | 2      | 1      | 1      | 4       |
| 6                | ПАР                | 2      | 0      | 1      | 3       |
| 7                | Малайзія           | 2      | 0      | 0      | 2       |
| 8                | Нова Зеландія      | 1      | 3      | 3      | 7       |
| 9                | Уельс              | 1      | 2      | 0      | 3       |
| 10               | Бермудські Острови | 1      | 0      | 0      | 1       |
| 11               | Папуа Нова Гвінея  | 0      | 2      | 0      | 2       |
| 12               | Шрі-Ланка          | 0      | 1      | 2      | 3       |
| 13               | Ямайка             | 0      | 1      | 0      | 1       |
| 13               | Маврикій           | 0      | 1      | 0      | 1       |
| 13               | Тринідад і Тобаго  | 0      | 1      | 0      | 1       |
| 16               | Пакистан           | 0      | 0      | 1      | 1       |
| 16               | Соломонові Острови | 0      | 1      | 0      | 1       |
| Всього (17 CGAs) | Всього (17 CGAs)   | 34     | 33     | 32     | 99      |